# Let's☆Lagoon
Let's☆Lagoon (レッツ☆ラグーン?, Rettsu☆Raguun) è un manga scritto e disegnato da Takeshi Okazaki, pubblicato sulla rivista Young Magazine di Kōdansha, iniziato il 22 ottobre 2007 ed ancora in corso di pubblicazione.
Il fumetto è la prima opera a lunga serializzazione di Takeshi Okazaki dopo dodici anni dalla conclusione Elementalors, pausa imposta all'autore dalle sue fragili condizioni di salute. Attualmente, Let's☆Lagoon viene pubblicato su una rivista mensile, ma subisce spesso dei prolungati stop forzati per venire incontro all'autore (vedi relativo paragrafo).

## Trama
Il 1º luglio, un traghetto su cui sta viaggiando una scolaresca in gita viene avvolto da una densa nebbia e si scontra con un ostacolo che lo fa sobbalzare, scaraventando in mare alcune persone; fra queste c'è Sōta Yamada, che trascinato dalle onde naufraga su una piccola isola deserta. Trascorsi i primi tre giorni in solitudine, il quarto giorno Sōta incontra sulla spiaggia Chika Imaise, una sua compagna di classe anch'essa caduta dal traghetto. Sōta e Chika trascorrono insieme alcuni giorni, ma nessun soccorso arriva a salvarli. La mattina del nono giorno, però, naufraga sulla spiaggia il professor Shibata, che sembra stupito di vedere Chika viva e litiga con lei. Il decimo giorno Chika scappa dall'accampamento sulla spiaggia: Sōta la va a cercare, ma cade in un burrone e, mezzo svenuto, ha una visione in cui vede un altro sé stesso. Il ragazzo viene soccorso da Chika, che lo cura fasciandogli la ferita alla testa con il suo reggiseno: la ragazza dichiara d'essere scappata per via del litigio con Shibata, donnaiolo che si disinteressa alla di lei sorella Miki nonostante l'abbia messa incinta. Nell'attesa dei soccorsi, Sōta e Chika decidono dunque di trascorrere il tempo sull'isola in una baia riparata, quando ad un tratto una fitta nebbia avvolge completamente l'ambiente intorno al ragazzo che di colpo si sente tirare su un gommone da un marinaio.
Sōta si ritrova in una stanza d'ospedale: è l'ottavo giorno dopo l'incidente, il marinaio dichiara d'averlo raccolto dopo giusto un quarto d'ora dalla caduta dal traghetto, ed il telegiornale dice che solo Chika Imaise risulta ancora dispersa ed ufficialmente considerata morta. Eppure, Sōta è convinto di aver trascorso dieci giorni sull'isola disabitata, ma nessuno crede alla sua storia poiché gli altri studenti sulla barca lo hanno visto cadere in mare aperto, senza isole nei paraggi, e venir recuperato poco dopo. Solo Miki, la sorella di Chika, gli crede per via di due prove: Sōta è stato ripescato con il reggiseno della sorella e sa della relazione segreta che lei ha con il professor Shibata, che però è lì presente sano e salvo e quel primo luglio non era nemmeno caduto dalla nave. Miki gli dice che il giorno dopo la nave sarebbe tornata sul luogo dell'incidente per l'ultimo saluto a Chika, e Sōta scappa dall'ospedale per poter partecipare la viaggio: per una serie di circostanze si sente infatti convinto che si dev'essere verificato un fenomeno paranormale in quel quarto d'ora per cui la dimensione spaziotempo si è squarciata portandolo sull'isola per dieci giorni e facendolo poi ritornare al primo luglio. Essendo il giorno del secondo viaggio proprio il nono giorno dall'incidente, Sōta è convinto che stavolta il professore arriverà sull'isola e lui potrà tornarvi per salvare Chika: così accade ed il ragazzo si ritrova nuovamente sull'isola, caduto dalla nave stavolta con un'altra ragazza, la sua compagna di classe Nori Kamiyama.

## Personaggi
Sōta Yamada (山田 壮太?)
Il protagonista della storia. È uno studente liceale che, caduto dalla nave su cui stava viaggiando, si ritrova su un'isola disabitata dove cerca di adattarsi alla sopravvivenza al meglio pescando il pesce ed organizzando lo spazio.
Chika Imaise (衣舞瀬 チカ?)
Una compagna di classe di Sōta che si trova naufragata sull'isola insieme a lui. Ha una scarsissima vista e senza occhiali vede tutto offuscato. Sull'isola si occupa di procurare la legna per il fuoco e l'acqua.
Professor Shibata (柴田 先生?, Shibata sensei)
Insegnante nella scuola di Sōta, finisce sull'isola disabitata la mattina del nono giorno. È un donnaiolo odiato da Chika perché ha una relazione con varie donne fra cui sua sorella Miki, incinta di lui.
Miki Imaise (衣舞瀬 ミキ?)
Sorella di Chika, è l'unica persona a credere al racconto di Sōta.
Tomomi Yamada (山田 ともみ?)
Sorella di Sōta, non crede alla sua storia, ma capisce il bisogno del fratello di chiarire cos'è successo davvero sull'isola.
Nori Kamiyama (神山 ノリ?)
Una compagna di classe di Sōta che cade con lui sull'isola disabitata durante il suo secondo arrivo.

## Cronologia della pubblicazione

### Rivista
Let's☆Lagoon viene pubblicato su Young Magazine, una rivista mensile per un target maschile che va dagli adolescenti (shōnen) ai giovani uomini (seinen). L'autore procede nella serializzazione con estrema lentezza per via dei suoi molteplici impegni come illustratore e di annosi problemi di salute ai polmoni che gli consentono di realizzare in un anno da uno a cinque capitoli di 20 pagine l'uno.
- I capitolo: 22/10/2007
- II capitolo: 06-07/2008
- III capitolo: 20/02/2009
- V capitolo: 19/06/2009
- VI capitolo: 10/08/2009
- VII capitolo: 09/12/2009
- VIII capitolo: 10/02/2010
- X capitolo: 12/05/2010
- XI capitolo: 14/07/2010
- XII capitolo: 08/09/2010
- XIII capitolo: 10/11/2010
- XIV capitolo: 09/02/2011
- XV capitolo: 09/03/2011
- XVI capitolo: 08/06/2011
- XVII capitolo: 10/08/2011
- XVIII capitolo: 12/10/2011

### Volumi
| Nº | Volume   | Data di prima pubblicazione             | Data di prima pubblicazione |
| Nº | Volume   | Giapponese                              |                             |
| 1  | Volume 1 | 6 settembre 2010 ISBN 978-4-06-361942-3 |                             |